# ウェブテクノロジ
株式会社ウェブテクノロジは、東京都豊島区西池袋に本社をもつソフトウェア開発メーカー。
主にゲーム機用ソフト開発業務向けのツールを開発、販売している。
画像の最適化減色技術に強く1997年に発表されたOPTPiX（販売終了）は通常の写真編集ソフトウェアの同一機能と比べてもきわめて最適化され、少ない色で元の画質と見た目変わらないレベルにまで変換でき、以降のソフトの基礎となる。このことがゲーム業界の注目を集め、多くのソフトで公式ツールとして採用された。現在はJPEG・PNG・PVR圧縮を最適化するなどの機能を加えた「オプティマイザ」として、業界向けのOPTPiX iméstaシリーズが販売されている。
2010年には、3Dモデルデータを用いることで絵を一切描かなくても漫画作品やイラストを制作できるマンガデザインツール コミPo! を発売。本ソフトウェアは、当時ウェブテクノロジ社員でもあった漫画家の田中圭一が企画・プロデュースしたことでも知られている。
またその他に、スプライトアニメーションデータ制作ツールOPTPiX SpriteStudioをゲーム業界向けに開発・販売している。
2018年5月より、CRI・ミドルウェアの完全子会社となった。また、2021年10月には同社に吸収合併され、以後の各製品の開発・販売・サポートなどはCRI・ミドルウェアが行なっている。

## ソフトウェア
- OPTPiX ImageStudio/iméstaシリーズ (旧製品名: OPTPiX iMageStudio)
- OPTPiX SpriteStudio
- コミPo! (英語版: Manga Maker ComiPo!)
- OPTPiX SmartJPEG
- EXEpress
- OPTPicture
- OPTPiX GS iMageCreator
- OPTPiX webDesigner (販売終了)

## 関連人物
- 田中圭一 - 元取締役企画営業グループ部長、サラリーマン兼業漫画家として知られる。現在は退職。